# Martin-Massiv
Das Martin-Massiv ist ein 1940 m hohes Massiv im ostantarktischen Mac-Robertson-Land. In der Porthos Range der Prince Charles Mountains ragt es unmittelbar östlich des Mount Lied auf, mit dem es über einen niedrigen Bergsattel verbunden ist.
Luftaufnahmen der Australian National Antarctic Research Expeditions dienten seiner Karierung. Das Antarctic Names Committee of Australia benannte es nach Per J. Martin, diensthabender Offizier auf der Mawson-Station im Jahr 1964.